# Tipula (Savtshenkia) productella
Tipula (Savtshenkia) productella is een tweevleugelige uit de familie langpootmuggen (Tipulidae). De soort komt voor in het Nearctisch gebied.